# 曾介
曾介（1457年—1505年），字執初，湖廣郴州永興縣人，明朝政治人物。

## 生平
成化十九年（1483年）癸卯科湖廣鄉試第二十九名舉人。弘治六年（1493年）中式癸丑科會試第三十六名，二甲第七十二名進士。官四川嘉定州知州。卒年四十九。

## 家族
曾祖曾如栢；祖父曾克謙，贈刑部主事；父曾䡵，紹興知府。母楚氏（封安人）。具庆下。兄曾仝。弟曾全（主事）、曾佥、曾念（贡士、乙丑進士）。